# Cool Doji Danshi
Cool Doji Danshi (クールドジ男子 Kūru Doji Danshi?), también conocida como Play It Cool, Guys en inglés, es una serie de manga web japonés escrito e ilustrado por Kokone Nata. Se ha serializado en el sitio web Pixiv desde el 23 de febrero de 2019, con sus capítulos recopilados por Square Enix en cuatro volúmenes tankōbon hasta el momento. Una adaptación de la serie a anime producido por el estudio Pierrot se estrenará el 11 de octubre de 2022.

## Personajes
Hayate Ichikura (一倉 颯 Ichikura Hayate?)
 Seiyū: Chiaki Kobayashi
Shun Futami (二見 瞬 Futami Shun?)
 Seiyū: Koki Uchiyama
Takayuki Mima (三間 貴之 Mima Takayuki?)
 Seiyū: Yūichirō Umehara
Sōma Shiki (四季 蒼真 Shiki Sōma?)
 Seiyū: Shōya Chiba
Asami Futami (二見 あさみ Futami Asami?)
 Seiyū: Satomi Satō
Sōta Shiki (四季 爽太 Shiki Sōta?)
 Seiyū: Kazuyuki Okitsu
Kurosaki (黒崎?)
 Seiyū: Taku Yashiro
Akai (赤井?)
 Seiyū: Kengo Takanashi
Kida (黄田?)
 Seiyū: Sei'ichirō Yamashita
Aoyama (青山?)
 Seiyū: Kōhei Amasaki
Momo Momosaki (桃崎 もも Momosaki Momo?)
 Seiyū: Haruka Shiraishi
Akane Kōno (紅野 茜 Kōno Akane?)
 Seiyū: Yō Taichi
Motoharu Igarashi (五十嵐 元晴 Igarashi Motoharu?)
 Seiyū: Makoto Furukawa

## Contenido de la obra

### Manga
Cool Doji Danshi es escrito e ilustrado por Kokone Nata. Comenzó como una serie de ilustraciones publicadas en la cuenta de Twitter del autor desde el 11 de mayo de 2018, antes de ser serializado como manga web en Pixiv el 23 de febrero de 2019. El manga también ha sido serializado en el servicio Pixiv Comic de Pixiv. Square Enix recopila sus capítulos en volúmenes tankōbon bajo su sello Gangan Comics Pixiv. El primer volumen fue publicado el 22 de junio de 2019, y hasta el momento se han lanzado cuatro volúmenes. En América del Norte, Yen Press publica la serie en inglés.
| Volúmenes de manga publicados | Volúmenes de manga publicados | Volúmenes de manga publicados |
| Número                        | Fecha de publicación          | ISBN                          |
| ----------------------------- | ----------------------------- | ----------------------------- |
| 1                             | 22 de junio de 2019           | ISBN 9784757559349            |
| 2                             | 21 de marzo de 2020           | ISBN 9784757565449            |
| 3                             | 22 de enero de 2021           | ISBN 9784757568211            |
| 4                             | 22 de noviembre de 2021       | ISBN 9784757575851            |

### Novela
Square Enix publicó una adaptación a novela escrita por Shino Kaida, titulada Cool Doji Danshi: Connect It Cool, Guys, el 21 de marzo de 2020.

### Anime
El 22 de abril de 2022 se anunció una adaptación de la serie a anime. Está producida por el estudio Pierrot y dirigida por Chiaki Kon, con guiones escritos por Makoto Uezu y música compuesta por Masato Nakayama. Airi Taguchi se encarga de los diseños de personajes y se desempeña como director de animación en jefe. La serie se estrenará en octubre de 2022. Tendrá una duración de dos cursos y constará de episodios de 15 minutos.

## Recepción
En 2019, el manga ocupó el puesto 16 la guía para la mejor serie de manga en 2019 para lectoras de Kono Manga ga Sugoi de Takarajimasha, y ocupó el séptimo lugar en la elección general de manga web de Pixiv y Nippon Shuppan Hanbai.